# Feketefülű mézmadár
A feketefülű mézmadár (Manorina melanotis) a madarak osztályának a verébalakúak (Passeriformes) rendjébe, ezen belül a mézevőfélék (Meliphagidae) családjába tartozó faj.

## Előfordulása
Ausztrália területén honos. A kontinens déli részén levő bozótos területek lakója Dél-Ausztrália, Victoria és Új-Dél-Wales államok területén.

## Megjelenése
Testhossza 23-26 centiméter. Szürkés színű, fekete maszkos mézevő faj. Testének felső része sötétszürke. Arcmaszkja a csőrtől a fül vonaláig tart.

## Természetvédelmi helyzete
Állományai nagyon megritkultak az 1990'-es évekre. Dél-Ausztrália államban mára csak a Bookmark Bioszféra rezervátumban költ, nagyjából 700 egyede. A felnőtt és szaporodó képes egyedek száma összesen 400 egyed körüli lehet. A többiek zömmel más fajokkal, elsősorban a  sárgatorkú mézmadárral (Manorina flavigula) alkotott hibrid koloniákban élnek.
Ez a teljes populáció 95%-a.
Victoria államban 1986-ban öt kifejlett egyedet találtak és 1987-ben is csak nyolcat. 1995-re a meglevő madarak mind hibrid kolóniákban éltek més fajhoz tartozó mézmadarakkal párosodva, mivel nem találtak maguknak párt.
Új-Dél-Wales államban 1985-ben látták utoljára a fajt.